# Стара-Река (заповедник)
Стара-Река (болг. Стара река) — один из девяти заповедников в национальном парке Центральный Балкан в Болгарии. Заповедник был создан 19 марта 1981 года для защиты уникальных экосистем Балканских гор. Занимает площадь 1974,7 га (19,747 км²).

## География
Заповедник расположен в нескольких километрах к северу от города Карлово в северной части Пловдивской области. Он охватывает южные склоны Балканских гор, тянущихся от пиков Левски (2166 м) и Голям-Купен (2169 м) на главном хребте горной цепи на юг вдоль долины Стара-Реки и её притоков.
Высота заповедника колеблется от 1000 до 2169 м. Южные склоны Балканских гор имеют более мягкий климат со снежным покровом продолжительностью в среднем 120 дней в году. Типы почв разнообразны — от горных луговых почв в наиболее высоких районах до бурых лесных и коричневых почв на меньших высотах.

## Флора
Лесные ареалы в заповеднике Стара-Река обычно включают от четырёх до пяти видов деревьев. Самые низкие участки заповедника покрыты скальным дубом, лесным буком, белым ясенем, хмелеграбом и восточным грабом. Смешанные буковые и еловые леса вместе с клёном полевым, клёном Гельдрейха и берёзой повислой растут на бо́льших высотах. Леса европейской ели растут на наибольших высотах.
Заповедник богат редкими видами. 45 видов занесены в Красную книгу Болгарии, из них 20 — эндемичные для страны, такие как Primula frondosa, Centaurea kerneriana, Campanula trojanensis, Stachys alpina и другие.

## Фауна
Заповедник Стара-Река содержит самую западную популяцию серны вдоль южных склонов Балканских гор. Он также является важным убежищем для европейского бурого медведя, евразийского волка, среднеевропейского лесного кота, лесной куницы и выдры.
Авиафауна представлена многими видами хищных птиц, таких как могильник, беркут, орёл-карлик, курганник, осоед, ястреб-тетеревятник, ястреб-перепелятник, балобан, сапсан и филин. Другие птицы, имеющие значение для сохранения — это рябчик, белоспинный дятел, желна и другие.

## Галерея

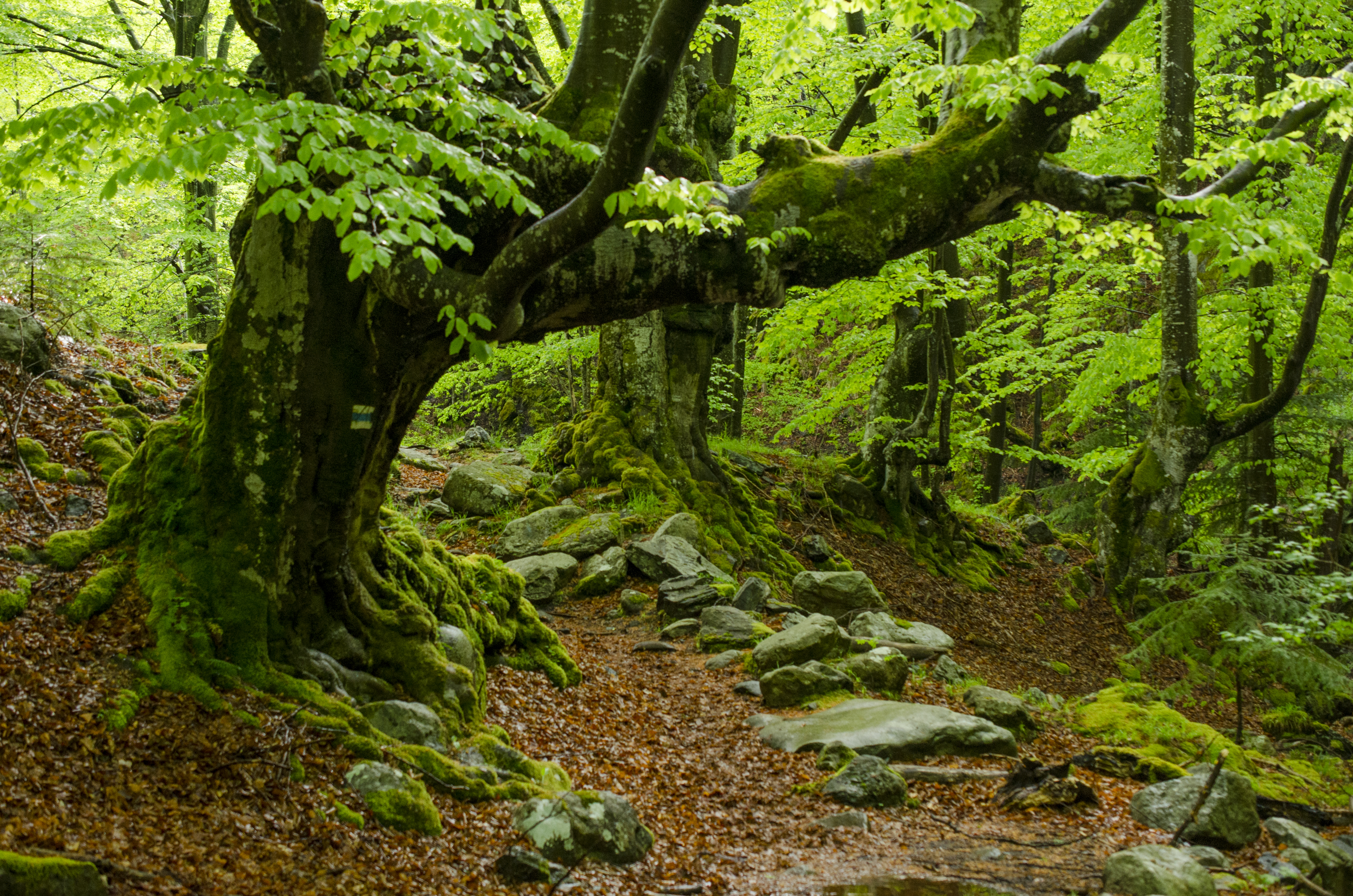
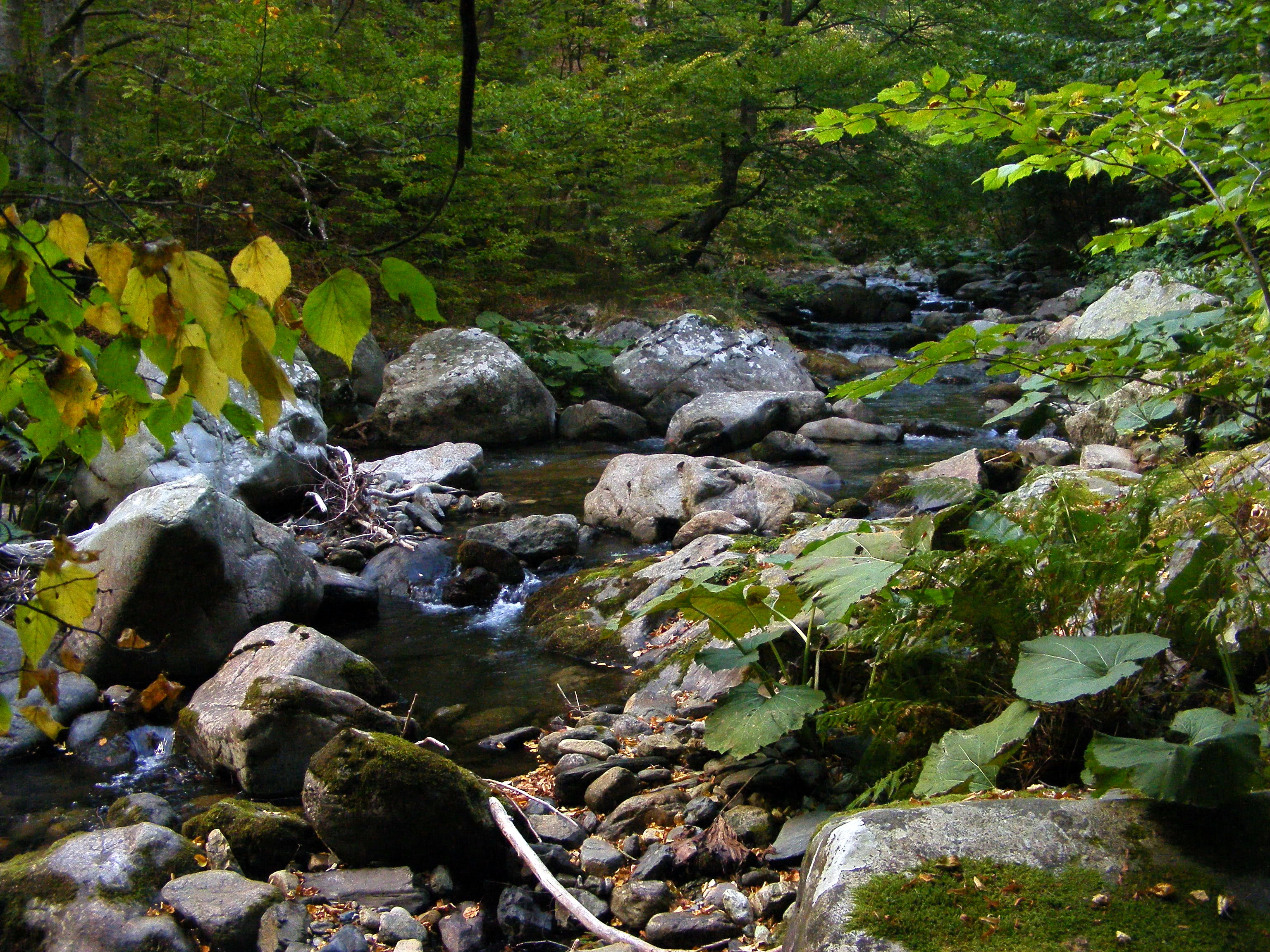
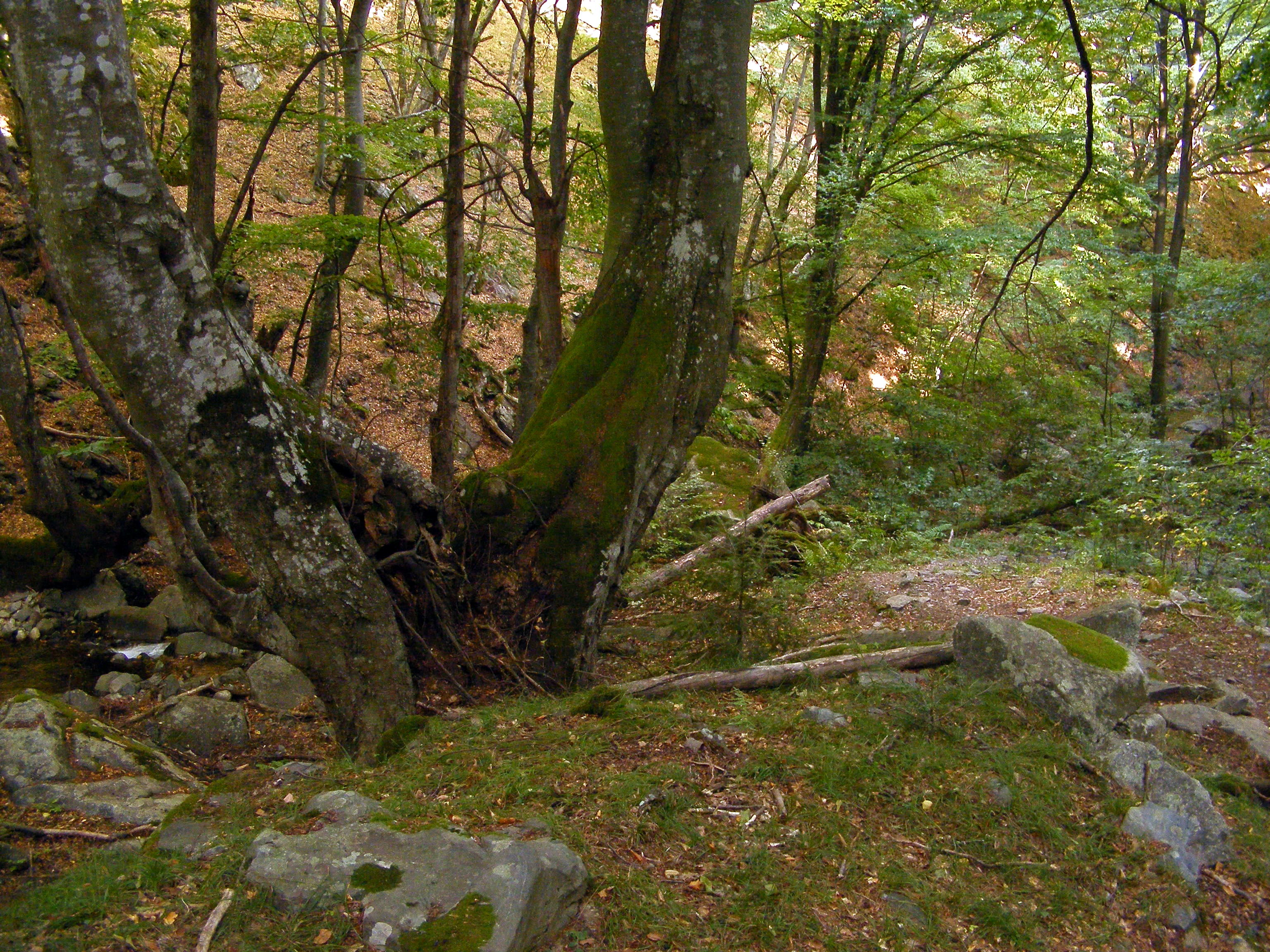
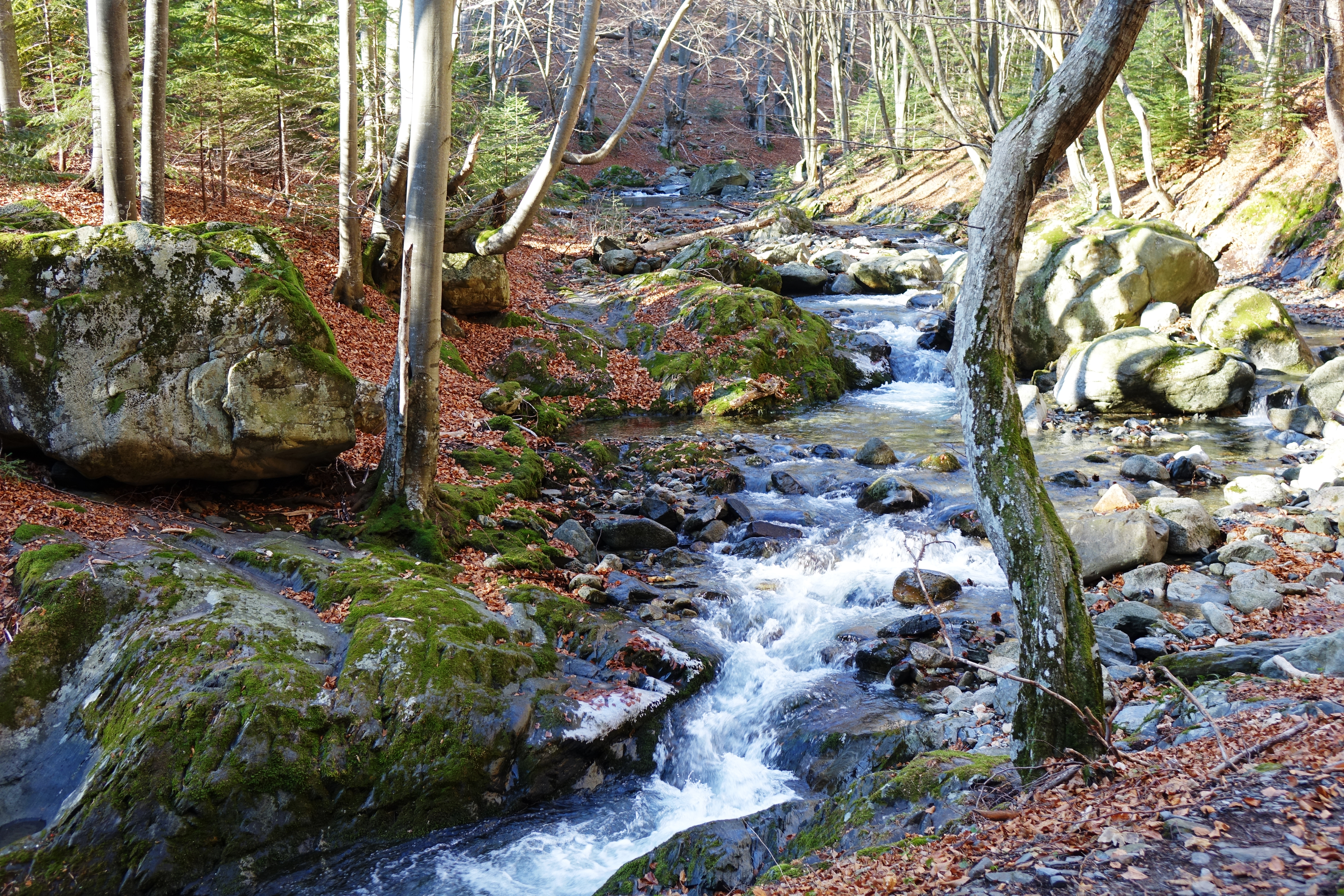